# وانگ جیائو
وانگ جیائو (چینی: 王娇؛ زادهٔ ۲۰ ژانویهٔ ۱۹۸۸) کشتی‌گیر اهل چین است.